# Long Daoyi
Pour les articles homonymes, voir Long.
Dans ce nom chinois, le nom de famille, Long, précède le nom personnel Daoyi.
Long Daoyi (chinois traditionnel : 龙道一 ; pinyin : Lóng Dàoyī), né le 6 mars 2003 dans le district de Xiangyang) est un plongeur chinois.

## Carrière sportive
Il remporté deux médailles aux Championnats du monde 2023 avec l'or au tremplin synchronisé de 3 mètres avec Wang Zongyuan et le bronze au tremplin individuel de 3 mètres .
L'année suivante, la paire chinoise conserve leur titre aux championnats du monde de Doha. Pour les Jeux olympiques de Tokyo en 2024, Long et Wang sont sacré champion olympique en synchronisé à 3 mètres avec un score de 446,10 points.

## Palmarès

### Jeux olympiques
- Jeux olympiques d'été de 2024 à Paris  France
  -  Médaille d’or en plongeon synchronisé à 3 mètres (avec Wang Zongyuan)

### Championnats du monde
- Championnats du monde de natation 2023 à Fukuoka  Japon :
  -  Médaille d'or du plongeon synchronisé à 3 m.
  -  Médaille de bronze du plongeon individuel à 3 m (avec Wang Zongyuan).
- Championnats du monde de natation 2024 à Doha  Qatar :
  -  Médaille d'or du plongeon synchronisé à 3 m (avec Wang Zongyuan).